# Мазейский сельсовет
Мазейский сельсовет — сельское поселение в Добринском районе Липецкой области Российской Федерации.
Административный центр — село Мазейка.

## История
Статус и границы сельского поселения установлены Законом Липецкой области от 23 сентября 2004 года № 126-ОЗ «Об установлении границ муниципальных образований Липецкой области»

## Население
| 2010  | 2012  | 2013  | 2014  | 2015  | 2016  | 2017  |
| ----- | ----- | ----- | ----- | ----- | ----- | ----- |
| 1238  | ↘1208 | ↘1166 | ↘1137 | ↘1111 | ↘1094 | ↘1086 |
| 2018  | 2021  |       |       |       |       |       |
| ↘1076 | ↗1184 |       |       |       |       |       |

## Состав сельского поселения
| № | Населённый пункт  | Тип населённого пункта       | Население |
| - | ----------------- | ---------------------------- | --------- |
| 1 | Александровка 2-я | деревня                      | 233       |
| 2 | Заря              | деревня                      | ↘372      |
| 3 | Мазейка           | село, административный центр | 412       |
| 4 | Поддубровка       | деревня                      | 67        |
| 5 | Сошки-Кривки      | деревня                      | 154       |